# Gat (plaats)
Gat (ook wel Gath) is een plaats die regelmatig voorkomt in de Hebreeuwse Bijbel. De plaats is geïdentificeerd met Tell es-Safi (ook wel Tel Zafit genoemd).
De stad behoorde tot de Filistijnse pentapolis (vijfstedenbond), en lag tussen Gaza en Ekron, in het dal van Elah. De bekendste inwoner van deze plaats is de reus Goliat, die door David wordt verslagen.
De identificatie met Tell es-Safi werd aanvankelijk gemaakt op grond van historische bronnen met betrekking tot de plaats en is bevestigd door opgravingen die archeologen er verricht hebben. De stad is gelegen op de grens van de kustvlakte van de zuidwestkust van het oude Kanaän en het Judeese heuvelland.

## Opgravingen
Tell el-Safi is voor het eerst als archeologische locatie vermeld halverwege de 19e eeuw. In 1899 vonden de eerste opgravingen plaats door F.J. Bliss en R.A.S. Macalister, maar deze hadden een zeer beperkt karakter.
Vanaf 1996 worden er uitgebreide opgravingen verricht in het kader van een langdurig onderzoeksproject onder leiding van Aren Maeir van de Bar-Ilan Universiteit (Israël). Binnen het onderzoeksproject worden verschillende deelstudies uitgevoerd, onder meer met betrekking tot de plaats zelf en de geschiedenis ervan en de cultuur ter plaatse in relatie tot andere culturen. Op 4 augustus 2015 maakten Israëlische archeologen bekend een stadspoort, een stuk van de stadsmuur, een tempel en een ijzerwerkplaats gevonden te hebben.

## Geschiedenis
De oudste bewoning van de tell dateert uit de prehistorie, uit het late Chalcolithicum (ca. 5e millennium v.Chr.). Sindsdien is de plaats met tussenpozen bewoond geweest tot aan de Arabisch-Israëlische Oorlog van 1948, toen de Palestijnse bewoners van Tell es-Safi het dorpje ontvluchtten.

### Vroege Bronstijd (3e millennium v.Chr.)
Er zijn aanwijzingen dat op deze plaats in de Vroege Bronstijd, vooral in de Vroege Bronstijd II en III, een relatief grote stad lag, vermoedelijk zelfs een stadstaat. Een gebouw met publieke functie is uit deze periode opgegraven, waarbij verschillende cultische en andere voorwerpen zijn gevonden. Ook zijn enkele woonhuizen blootgelegd.
Gevonden aardewerk vertoont overeenkomsten met vondsten uit andere steden uit Vroege Bronstijd III in het zuiden van Kanaän, zoals het nabijgelegen Tell Yarmut.

### Midden Bronstijd I (eind 3e millennium v.Chr.)
Uit Midden Bronstijd I (of Vroege Bronstijd IV), aan het einde van het 3e millennium, zijn slechts enkele verdwaalde potscherven gevonden. In de directe omgeving van de tell (aan de oostzijde, in het gebied dat bij de opgravingen als C6 is aangemerkt) zijn echter sporen van graven aangetroffen en mogelijk van bewoning.

### Midden Bronstijd IIB (18e-16e eeuw v.Chr.)
Op verschillende delen van de tell zijn vondsten gedaan uit deze periode (alsmede enkele vondsten uit Midden Bronstijd IIA), waaronder een scarabee van de Hyksoskoning Khyan, die reeds in de zestiger jaren is gevonden.
In de opgravingsseizoenen 2006 en 2007 zijn in de directe omgeving van de voet van de tell bovendien resten aangetroffen van een indrukwekkende fortificatie, bestaande uit een twaalf meter lange stenen muur of toren, waartegen een borstwering van aarden plakken was aangebracht. De fortificatie wekt de indruk niet zozeer uit symbolische of ideologische motieven gebouwd te zijn, maar als verdedigingsbolwerk.
Uit de aanwezigheid van een fortificatie in deze periode kan worden opgemaakt dat Gath ook in de Midden Bronstijd een belangrijke stad moet zijn geweest, al was deze kleiner in omvang dan in de Vroege en Late Bronstijd, vermoedelijk beperkt tot de top van de tell.

### Late Bronstijd (14e-13e eeuw v.Chr.)
Ook uit de Late Bronstijd zijn veel resten bewaard gebleven. In deze periode lag hier de Kanaänitische stad Gath, die in de Amarna-brieven wordt vermeld als Gimti/Gintu. Volgens de Amarna-brieven werd de stad in deze periode geregeerd door koning Shuwardata (en mogelijk ook door Abdi-Ashirti).
Uit deze periode is een groot gebouw met vermoedelijk een openbare functie aangetroffen. Ook zijn cultische voorwerpen aangetroffen en een aantal vondsten die de Egyptische invloed op de stad illustreren, zoals twee Egyptische priesterlijke inscripties, beide ingekerfd in plaatselijk vervaardigd aardewerk. De stad is aan het einde van de Late Bronstijd verwoest, hoogstwaarschijnlijk samenvallend met de komst van de Filistijnen.

### IJzertijd I (1200 - 1000 v.Chr.)
In de IJzertijd ligt op de tell een belangrijke Filistijnse stad, 'Gath van de Filistijnen', een van de vijf steden van de Filistijnse pentapolis, die zowel bekend is uit de Bijbel als uit andere bronnen. De plaats is bewoond vanaf de vroegste periode van de Filistijnse cultuur (ca. 1175 v.Chr.) en biedt dan ook inzicht in de verschillende fasen van de ontwikkeling van de Filistijnse cultuur. Veel vondsten vormen aanwijzingen voor een geleidelijke aanpassing van de Filistijnen van een uitheemse (Griekse, Myceense) cultuur, naar een meer inheems-georiënteerde cultuur. Dit proces van culturele assimilatie komt in de loop van de IJzertijd op verschillende vlakken van de Filistijnse cultuur naar voren.

### IJzertijd II (1000 - 586 v.Chr.)
Vooral de strata die dateren uit de 10e-9e eeuw hebben een grote verzameling aan vondsten opgeleverd. Daarmee zijn deze strata van grote waarde voor de kennis over de ontwikkeling van de Filistijnse cultuur in het algemeen, aangezien overeenkomende strata bij opgravingen in andere Filistijnse plaatsen (zoals Ekron, Ashdod en Ashkelon) nauwelijks informatie bieden.
Een zware verwoesting, die de gehele stad betrof, heeft gedurende de late IJzertijd IIA plaatsgevonden (eind 9e eeuw v.Chr.). Overal op de tell zijn bewijzen van deze verwoesting aangetroffen. De datering van de verwoesting aan het einde van de 9e eeuw maakt aannemelijk dat de verwoesting moet worden toegeschreven aan Hazaël, de koning van Aram Damascus, die volgens II Koningen 12:18 Gat belegerd en veroverd heeft. Rondom de stad zijn resten aangetroffen van een belegering op grote schaal, die met deze verwoesting in verband staat. Rondom de stad zijn kunstmatig gegraven greppels aangetroffen, met aarde bedekte borstweringen, en andere vondsten, die samen het oudste archeologische aanwijzing vormen voor een dergelijk belegeringssysteem in de oudheid.
Na de verwoesting door Hazaël is de stad weer herbouwd, maar heeft deze niet meer de positie van belangrijke Filistijnse stad kunnen herkrijgen.
Tot de talrijke vondsten uit de periode die eindigde met deze verwoesting behoren een grote werkplaats waar aardewerk werd vervaardigd, verschillende cultusobjecten en andere vondsten. Er zijn niet alleen Filistijnse, maar ook Egyptische cultusobecten gevonden, zowel uit het einde van IJzertijd I als uit IJzertijd II. Het gaat onder meer om een serie Egyptische godenbeeldjes en om amuletten. De vondsten illustreren de Egyptische invloed op het gebied.
In 2006 is een werkplaats uit deze periode opgegraven waar benen gereedschappen (en mogelijk ook benen pijlpunten) vervaardigd werden. Hoewel benen voorwerpen in de oudheid veelvuldig werden gebruikt, zijn er slechts enkele werplaatsen teruggevonden waar dergelijke gereedschappen werden gemaakt. De aangetroffen voorwerpen geven inzicht in de fasen in het productieproces van het benen gereedschap.

#### De Goliathinscriptie
In 2005 is uit een iets eerdere fase van IJzertijd IIA (10e of eind 9e eeuw) een inscriptie gevonden met de namen ALWT en WLT, die verwant zijn met de naam Goliath, waaruit blijkt dat met Goliath verwante namen in deze periode in Gath voorkwamen.
De vondst vormt tevens een verdere bevestiging van het vermoeden van een Indo-Europese oorsprong van de Filistijnse taal. Ook vormt het een aanwijzing voor de culturele assimilatie van de Filistijnen, omdat zij reeds in deze periode het Cypro-Minoïsch schrift verruilden voor het proto-Kanaänitisch alfabet (dat verwant is aan het Fenicisch alfabet).

### Gath in later tijd
Ook in latere perioden is de stad bewoond, maar blijft deze relatief onbelangrijk. Wel zijn er uit de achtste eeuw nog sporen van verwoesting op kleinere schaal aangetroffen (vermoedelijk veroorzaakt door Sargon II of Sanherib).
In de tijd van de Kruistochten bouwden kruisvaarders na de verovering van het Heilige Land in de eerste Kruistocht op de tell een klein fort, Blanche Garde, dat een onderdeel vormde van de ring van fortificaties die de kruisvaarders aanlegden rondom Ashkelon, dat in Fatimidische handen was. Het kruisvaardersfort is vervolgens veroverd door de Ayyubiden.
De bouwwerken van de kruisvaarders stonden aan de basis van het middeleeuwse en moderne stadje Tell es-Safi, dat tot 1948 bestond. De ruïnes van het kruisvaardersfort en van het stadje zelf zijn tegenwoordig nog steeds zichtbaar. In de afgelopen jaren zijn delen van de buitenste versterkingen van het fort verder opgegraven.

## Nationaal park
In de winter van 2007/2008 is om de opgravingen van Tell es-Safi het Tel Zafit National Park aangelegd. Op 2 april 2008 is het nationaal park geopend, waarmee de opgravingen ook voor publiek toegankelijk zijn geworden.
De middelen voor de aanleg van het park, 1.000.000 Sjekel (ca. 175.000 euro), zijn betaald door een elektriciteitsmaatschappij, die enkele jaren geleden een vergunning kreeg om iets ten noorden van Tell es-Safi hun elektriciteitscentrale uit te breiden, op voorwaarde dat zij zouden investeren in de regionale ontwikkeling. De aanleg van het park vond plaats onder toezicht van verschillende Israëlische bestuursorganen, waaronder de ministeries van oudheden en toerisme.